# 黒澤いづみ
黒澤 いづみ（くろさわ いづみ）は、日本の小説家。福岡県出身。

## 経歴・人物
投稿作「異形性変異症候群」が、『メフィスト』2017 VOL.3（講談社）掲載の「第66回座談会」で取り上げられ、第57回メフィスト賞を受賞する。翌2018年6月、受賞作を改題した『人間に向いてない』で小説家デビューした。同作にて2018年、第2回未来屋書店#未来屋小説大賞を受賞。

## 作品リスト

### 単著
- 『人間に向いてない』（講談社、2018年6月14日。ISBN 978-4-06-511758-3 / 講談社文庫、2020年5月15日。ISBN 978-4-06-519784-4）[3]
- 『私の中にいる』（講談社、2020年9月16日。ISBN 978-4-06-520276-0）[4]

### アンソロジー収録作品
「」内が黒澤の作品。
- 『Day to Day』（講談社、2021年3月。ISBN 978-4065218426）「4月22日 黒澤いづみ」(エッセイ)
- 『秘密 異形コレクションLI』（光文社文庫、2021年6月16日。ISBN 978-4-334-79208-4）「インシデント」
- 『だから捨ててと言ったのに』（講談社、2025年1月。ISBN 978-4-06-537875-5）「捨てる神と拾う神」

### 雑誌掲載作品
小説
- 「ねこたち」 - 『小説新潮』2019年8月号

エッセイ
- 「〆切めし」 - 『小説現代』2021年5・6月合併号